# 2016 Хајнеман
2016 Хајнеман (енгл. 2016 Heinemann) је астероид главног астероидног појаса са пречником од приближно 21,85 .
Афел астероида је на удаљености од 3,728 астрономских јединица (АЈ) од Сунца, а перихел на 2,528 АЈ.
Ексцентрицитет орбите износи 0,191, инклинација (нагиб) орбите у односу на раван еклиптике 0,922 степени, а орбитални период износи 2021,047 дана (5,533 година).
Апсолутна магнитуда астероида је 11,40 а геометријски албедо 0,101.
Астероид је откривен 18. септембра 1938. године.